# Hậu phương
Hậu phương là phần lãnh thổ phía sau của một quân đội, cung cấp khả năng hậu cần chiến đấu cho lực lượng quân đội đó trong chiến tranh. Hậu phương trái ngược với tiền tuyến nhưng không phải là vùng xa với chiến tranh. Trong chiến tranh nhiều vùng hậu phương của một đạo quân luôn chịu sự tấn công dữ dội của quân đội thù địch.

## Tầm quan trọng
Hậu phương có tầm quan trọng rất lớn đối với tiền tuyến, được xem là quyết định thành bại của cuộc chiến tranh. Hậu phương thể hiện mối quan hệ giữa nhiều phương diện với chiến tranh, mà trước hết là mối liên hệ giữa kinh tế-chiến tranh. Không chỉ là chỗ dựa vật chất, hậu phương còn là chỗ dựa tinh thần của một quân đội.
Trong thời kỳ chiến tranh Việt Nam, phe Việt Nam cộng hòa từng tuyên truyền việc sẽ tấn công miền Bắc, tấn công thẳng vào căn cứ hậu cần của phe Cộng sản hai miền.

## Thích ứng
Hậu phương cần được bảo vệ chắc chắn, là phần không tách rời với tiền tuyến. Bối cảnh an ninh luôn thay đổi theo thời gian, trong đó có sự xuất hiện của các loại vũ khí công nghệ mới và cách thức tiến hành chiến tranh mới, không chỉ tiền tuyến mà cả hậu phương cũng dần phát triển, thay đổi để thích ứng với các điều kiện chiến tranh mới.

### Sách
- Nguyễn Công Khanh (2006). Lịch sử báo chí Sài gòn-TP. Hồ Chí Minh, 1865-1995. Nhà xuất bản Tổng Hợp Thành phố Hồ Chí Minh. OCLC 85379645.
- Phan Ngọc Liên (2005). Hậu phương lớn, tiền tuyến lớn trong kháng chiến chống Mĩ, cứu nước, 1954-1975. Nhà xuất bản Từ điển Bách khoa. OCLC 61895175.

### Tạp chí
- "Tập chí quân đội nhân dân, Số phát hành 351-359". Tổng Cục Chính Trị. 1986. {{Chú thích tạp chí}}: Chú thích magazine cần |magazine= (trợ giúp)